# Formentin
Formentin är en kommun i departementet Calvados i regionen Normandie i norra Frankrike. Kommunen ligger i kantonen Cambremer som ligger i arrondissementet Lisieux. År 2022 hade Formentin 268 invånare.

## Befolkningsutveckling
Antalet invånare i kommunen Formentin
Referens: INSEE